# Hipopótamos en Colombia

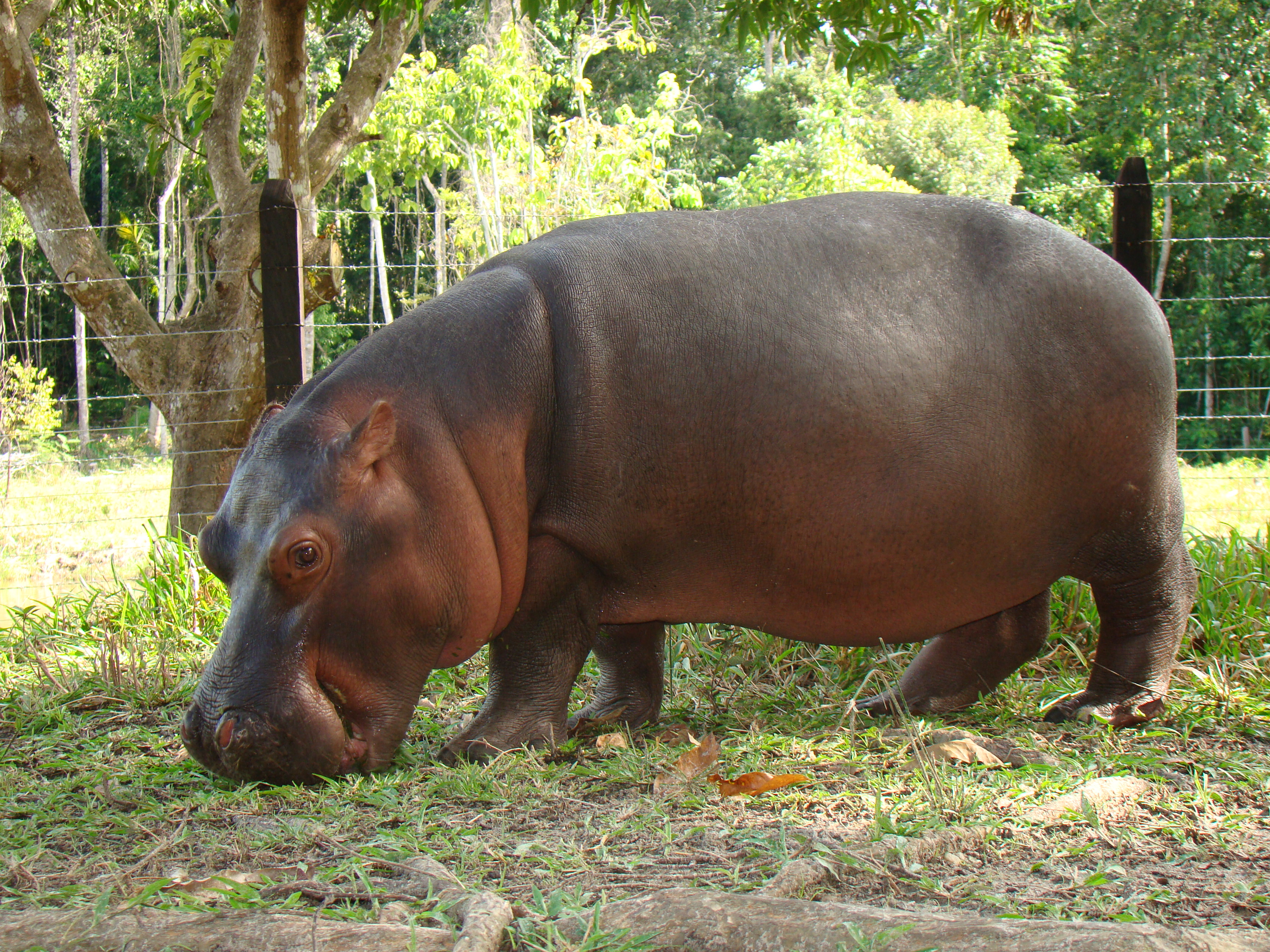
Vanessa, mascota del Parque Temático Hacienda Nápoles

Los hipopótamos en Colombia describe la problemática ambiental y el impacto al ecosistema causados por esta especie de mamífero invasor en ese país. En la década de 1980, el narcotraficante colombiano Pablo Escobar importó cuatro hipopótamos de África para crear un zoológico en la hacienda Nápoles de su propiedad, ahora parque temático. Después de la muerte de Escobar, los hipopótamos abandonados en su zoológico privado escaparon y se volvieron salvajes. Los cuatro hipopótamos iniciales, un macho y tres hembras, han proliferado hasta alcanzar una población estimada de 168 individuos para 2023, formando el grupo de hipopótamos salvajes más grande del mundo, fuera de África. Carlos Eduardo Correa, ministro del medio ambiente desde el 2020 al 2022; afirmó que con base en investigaciones de la Universidad Nacional de Colombia y el Instituto Humboldt, «si no se toman medidas , para el año 2030 habrá 400 animales». Esto podría tener un impacto en áreas protegidas, flora y fauna nativa como chigüiros, manatíes, nutrias hasta especies endémicas como el bagre rayado, tan importantes para el sustento de las comunidades rivereñas[2] del río Magdalena para las cuales es un peligro evidente.

## Contexto

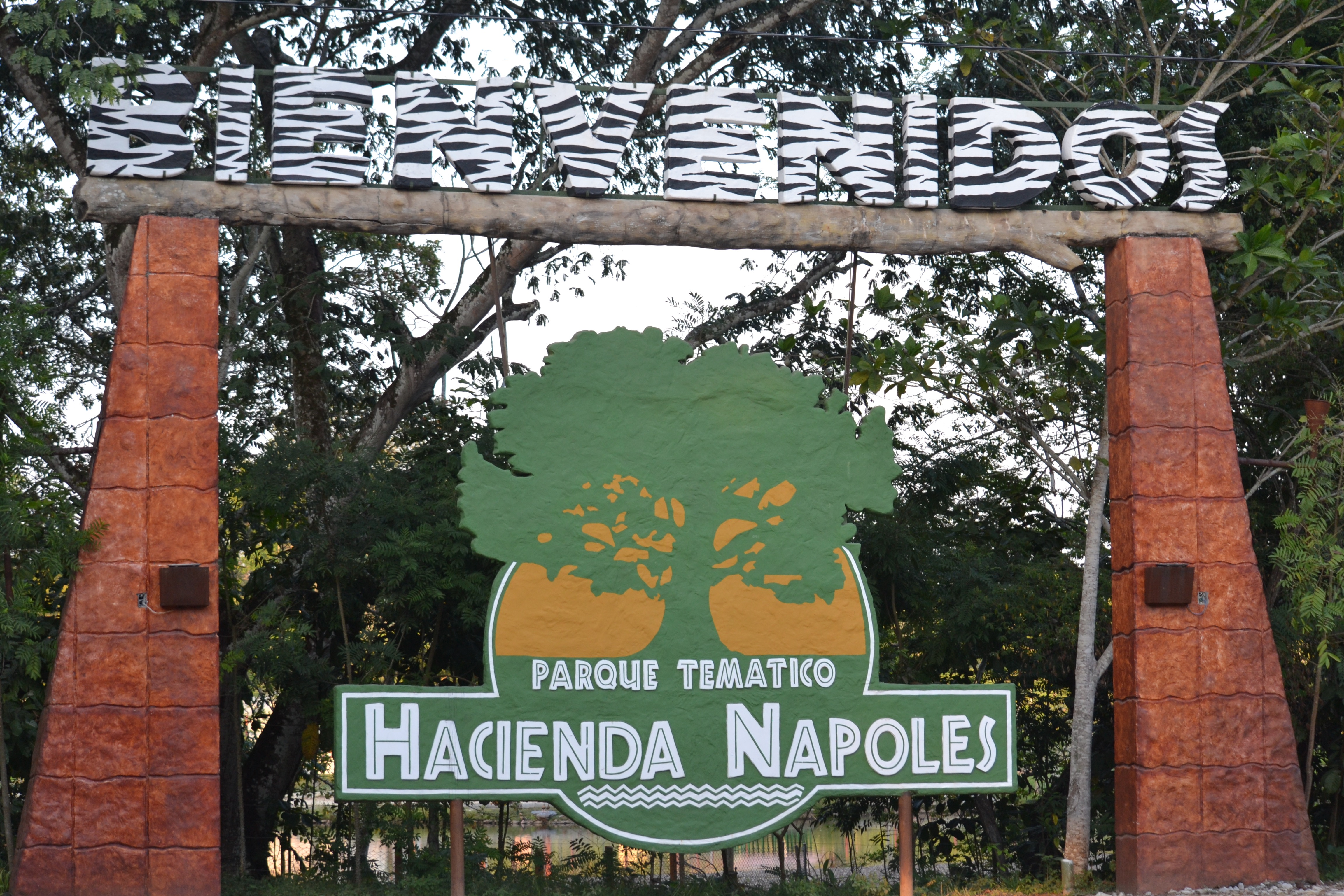
Entrada al parque temático hacienda Nápoles.

Los hipopótamos normalmente sólo viven en África, aunque puede vérseles en zoológicos de otros continentes. Estos animales, a pesar de su apariencia pacífica, son muy peligrosos y causan más muertes al año en el continente africano que leones, elefantes, búfalos y rinocerontes juntos.
Pablo Escobar, quien fundó y creó en 1976 el Cartel de Medellín, la organización delictiva de tráfico de narcóticos más grande del mundo en ese momento; introdujo de contrabando a Colombia criaturas exóticas de todo el planeta en la década de 1980. Construyó un zoológico privado para su hijo en los terrenos de la hacienda Nápoles, ubicada en el corregimiento de Doradal, Puerto Triunfo (departamento de Antioquia). Entre ellos se encontraban cuatro hipopótamos, un macho y tres hembras, importados de África. Supuestamente Escobar pagó a un traficante de Nueva Orleans, Estados Unidos; $3 000 USD para adquirir cada uno de estos cuatro paquidermos de un zoológico de California. Importó estos hipopótamos porque sus excrementos podían engañar a los perros rastreadores cuando inspeccionaban sus envíos de cocaína. Después de la muerte de Escobar en 1993, la hacienda fue confiscada y los animales fueron distribuidos a zoológicos colombianos. Sólo los hipopótamos siguen viviendo en libertad, pues ninguno de los zoológicos los querían. De hecho, las autoridades colombianas consideran que sería demasiado costoso trasladar a los cuatro animales y, por lo tanto, los abandonan a su suerte en los terrenos aledaños a la hacienda. Actualmente la hacienda es un parque de atracciones.

## Distribución y hábitat
Inicialmente los hipopótamos estaban alojados en uno de los doce lagos artificiales de la hacienda Nápoles. La hacienda está ubicada a orillas del río Nare, afluente del río Magdalena, en el corregimiento Doradal del municipio de Puerto Triunfo. El valle del río Magdalena es una zona de clima tropical. En Puerto Triunfo, donde viven los hipopótamos, las temperaturas pueden superar los 30 °C y la humedad es alta. Además, esta zona geográfica cuenta con numerosos pastos y reservas de agua.

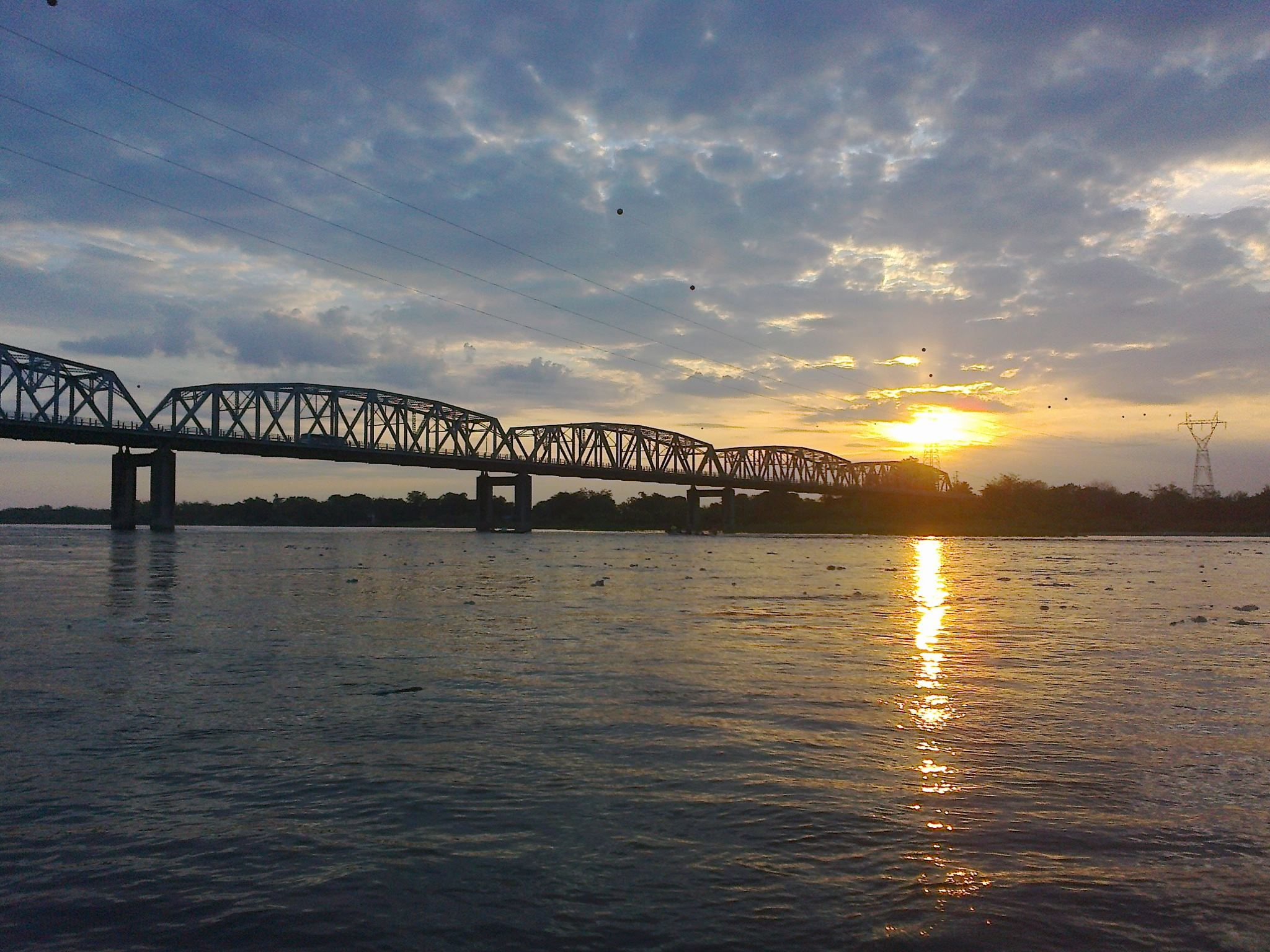
El río Magdalena en Puerto Berrío.

Los hipopótamos son capaces de caminar de tres a cinco kilómetros durante la noche lo que les permitió descender por el arroyo Doradal hasta el río Magdalena, el río más grande de Colombia. Algunos de ellos fueron vistos por primera vez en el 2007 en zonas rurales por residentes antioqueños. El hecho de que decidieran abandonar la hacienda podría deberse a «El Viejo», un macho dominante muy poderoso que defiende su harén de hembras contra machos más jóvenes. Estos últimos no han tenido más remedio que marcharse para intentar formar su rebaño en otro lugar. En 2016, David Echeverri informó que el Instituto CORNARE tenía evidencia de que pequeños grupos de hipopótamos o individuos solitarios habían migrado a través del Magdalena a otras zonas como el municipio de Puerto Berrío, ubicado en el departamento de Antioquia; y el departamento de Boyacá.

## Evolución de la población
En 2006, dos animales adultos, que dieron a luz a una cría, se separaron del grupo principal tras un conflicto con el macho dominante de la manada.
En 2007, los animales se habían multiplicado a 16 y habían empezado a vagar por la zona en busca de alimento en el cercano río Magdalena. A principios de 2014, se reportó la existencia de 40 hipopótamos en Puerto Triunfo (departamento de Antioquia).
La población estimada en diciembre de 2019 era de entre 90 y 120, y su rango cubría alrededor de 2,250 kilómetros y ahora se extiende hasta el departamento de Santander; se esperaba que la población casi con seguridad aumentaría a más de 150 individuos dentro de una década, y podría llegar hasta más de 200 hipopótamos, mientras que el área de distribución en algún momento podría cubrir más de 13,500 kilómetros.  Las proyecciones de población estiman que podría haber miles en unas pocas décadas.  Los hipopótamos colombianos alcanzan la madurez sexual antes que los africanos.  Otro estudio realizado en 2023 reveló que el número de hipopótamos existentes es incluso mayor de lo estimado anteriormente, con entre 181 y 215 individuos. 
Los hipopótamos representan una grave amenaza para los pescadores y otros lugareños. Ha habido ataques a humanos, pero hasta 2017 ninguno había sido fatal. 

## Preocupaciones de conservación
Al ser introducciones, la mayoría de los conservacionistas las consideraron problemáticas e invasivas en Colombia, ya que tienen el potencial de cambiar los ecosistemas, alimentándose en gran medida de plantas y desplazando especies nativas como el manatí antillano, la nutria neotropical, el caimán de anteojos y las tortugas.    La tortuga cabeza de sapo de Dahl y la tortuga del río Magdalena, en peligro crítico de extinción, están restringidas en gran medida a la cuenca del río Magdalena,  al igual que muchos peces amenazados.  En 2020, un estudio demostró que hubo un aumento en los niveles de nutrientes y cianobacterias en los lagos colombianos habitados por hipopótamos. Las cianobacterias pueden provocar la proliferación de algas tóxicas y la extinción de la fauna acuática. A pesar de la magnitud limitada del cambio observado, fue notable ya que la población de la especie aún era bastante pequeña.  
En contraste con la oposición de la mayoría de los conservacionistas, algunos ecologistas han argumentado que deberían permanecer e incluso podrían tener un efecto positivo en el medio ambiente local. Se ha sugerido que los nutrientes que introducen en el agua y la muerte ocasional de peces que provocan son en general positivos,  pero esto se basó en un estudio realizado en su África natal.  Alternativamente, los hipopótamos introducidos podrían ser una forma de proyecto de reconstrucción del Pleistoceno, reemplazando especies como Toxodon que se extinguieron en tiempos prehistóricos,  pero la reconstrucción del Pleistoceno en sí es muy controvertida.  Otros han argumentado que los hipopótamos colombianos deberían considerarse una población segura, aislada de las amenazas que enfrentan los hipopótamos africanos, y que podrían ser beneficiosos para la industria del ecoturismo local. 

## Esfuerzos de control
En 2009, un hipopótamo adulto (llamado "Pepe") fue asesinado por cazadores con la autorización de las autoridades locales.  Cuando una foto del hipopótamo muerto se hizo pública, causó una controversia considerable entre los grupos defensores de los derechos de los animales tanto dentro del país como en el extranjero, y cesaron los planes de sacrificio.
Se han considerado métodos alternativos, pero no están probados o son difíciles y costosos. En 2017, un hipopótamo macho salvaje fue capturado, castrado y liberado nuevamente, pero costó alrededor de 50.000 dólares. 
En 2020, el gobierno local no tenía planes para gestionar la población, pero se han iniciado más estudios sobre su efecto en el hábitat.  Debido al rápido crecimiento de la población, los conservacionistas recomendaron que era necesario desarrollar rápidamente un plan de gestión. 
En octubre de 2021, el gobierno colombiano había iniciado un programa para esterilizar a los hipopótamos utilizando una sustancia química para volverlos infértiles.  El enfoque utiliza una vacuna anti-GnRH conocida como GonaCon. Estas vacunas vuelven el sistema inmunológico contra la GnRH, una hormona importante para el funcionamiento de los órganos sexuales. 
En marzo de 2023 se anunció que el gobierno colombiano propone trasladar al menos 70 hipopótamos a India y México como parte de un plan para controlar su población. 

## Filmografía
En 2013, el canal de televisión National Geographic produjo un documental sobre la especie en Colombia titulado Cocaine Hippos. 
En la tercera temporada de The Grand Tour, los presentadores fueron a Colombia a fotografiar la vida salvaje, incluidos los hipopótamos. 